# Sarosa pseudohelotes
Sarosa pseudohelotes là một loài bướm đêm thuộc phân họ Arctiinae, họ Erebidae.